# Goose house Phrase ＃08 オトノナルホウヘ→
『Goose house Phrase #08 オトノナルホウヘ→』は、（グースハウス フレーズ エイト オトノナルホウヘ）は、Goose houseのメジャーデビューシングル。2014年2月19日にgr8!recordsから発売された。

## 概要
当時まだメンバーとして在籍していたd-iZeを除いた7人での初の作品であり、表題曲はユニット初のアニメタイアップ曲。
初回限定盤と通常盤の2形態での発売。初回限定盤のジャケットには、タイアップ先の『銀の匙 Silver Spoon』の描き下ろしイラストがあしらわれ、付属のDVDには表題曲「オトノナルホウヘ→」のミュージック・ビデオが収録されている。また、2形態の初回プレス盤には、メンバーのサインが入ったポスターのプレゼント応募ハガキが封入されている。

## チャート成績
2014年2月18日付のオリコンデイリーシングルランキングで9位を獲得し、3月3日付のオリコン週間シングルランキングで初登場14位を獲得した。
また、表題曲「オトノナルホウヘ→」のミュージック・ビデオは、iTunes ミュージック・ビデオ・ランキングで首位獲得を果たした。

## 収録内容

### 通常盤
| 全作詞・作曲: Goose house。 |                                      |             |             |      |
| #                           | タイトル                             | 作詞        | 作曲・編曲  | 時間 |
| 1.                          | 「オトノナルホウヘ→」                | Goose house | Goose house | 3:33 |
| 2.                          | 「恋はヒラひらり」                   | Goose house | Goose house | 4:20 |
| 3.                          | 「オトノナルホウヘ→ -TV Size-」      | Goose house | Goose house | 1:29 |
| 4.                          | 「オトノナルホウヘ→ -instrumental-」 | Goose house | Goose house | 3:33 |
| 合計時間:                   | 合計時間:                            | 12:55       |             |      |

| 監督: UGICHIN |                                    |      |            |
| #             | タイトル                           | 作詞 | 作曲・編曲 |
| 1.            | 「オトノナルホウヘ→」(Music Video) |      |            |

## 曲の解説
1. オトノナルホウヘ→
  - フジテレビ系ノイタミナアニメ『銀の匙 Silver Spoon』第2期エンディングテーマ。

同作のために書き下ろされた楽曲で、メンバーは原作を読んだ上で楽曲制作を行なった。メンバーは「アニメのエンディングでこの曲が流れ始めたときに、アニメのストーリーに込められたメッセージを少しでも伝えられるお手伝いが出来たら嬉しい。」とコメントしている[5]。
後継ユニットPlay.Gooseのアルバム『∞Answers』には、この楽曲のアンサーソングである「サケベミライヘ→」が収録されている[6]。
2. 恋はヒラひらり
アルバムには未収録。
3. オトノナルホウヘ→ -TV Size-
アニメで実際に使用された音源。